# Тёплая Речка (Ижморский район)
Тёплая Ре́чка (тат. Җылы Чишмә) — село в Ижморском районе Кемеровской области России. Входит в состав Колыонского сельского поселения.

## История
Основана в 17 веке. В 1736 году в село начали переселяться татары из Нижегородской, Казанской и Уфимской губерний.
В селе ранее функционировали две мечети, первая возведена 1827 году (сгорела), в 1884 году – вторая (сохранилась частично).

## География
Через село протекает река Бекет. Восточнее села проходит автодорога Р400 «Яя—Мариинск—Томск». Центральная часть населённого пункта расположена на высоте 201 метров над уровнем моря.

## Население
По данным Всероссийской переписи населения 2010 года, в селе Теплая Речка проживает 388 человек (179 мужчин, 209 женщин).

## Инфраструктура
В селе имеется Дом культуры, действуют два фольклорных ансамбля — взрослый «Яшьлек» и детский «Ялкын».
С 1928 года функционирует татарская школа.
В селе шесть улиц: ул. Ленина, ул. Строителей, ул. Молодёжная и ул. Мусы Джалиля.

## Известные уроженцы
- Басыров, Георгий Васильевич (1925—2009) — участник и герой Великой Отечественной войны, механик-водитель танка Т-34 старший сержант 142-го танкового батальона 95-й танковой бригады 1-го Белорусского фронта; полный кавалер ордена солдатской Славы.